# Англо-фризькі мови
Англо-фризькі мови — група західногерманських мов, яка включає в себе англійські та фризькі мови.

## Склад
Гілку англо-фризьких мов складають:
- Англійські мови
  - Староанглійська мова †
  - Середньоанглійська мова †
  - Англійська мова

Англо-фризькі мови

  - Шотландська рівнинна мова (скотс)
  - мова Йола †
  - Фінгальська мова †
- Фризькі мови
  - Старофризька мова †
  - Західнофризька мова
  - Затерландська фризька мова
  - Північнофризька мова

## Особливості
Англо-фризькі мови відрізняються від інших Західногерманських мов законом інгевонських носових спірантів, вимовою переднього «А» (англ. A-fronting), палаталізацією (пом'якшенням) прагерманського *К к передньоязиковим приголосним перед голосними переднього ряду, наприклад:
англ. cheese, західнофризька — tsiis (с.-нід. kaas, ниж.-нім. Kees, нім. Käse) або
англ. church, західнофризька — tsjerke (с.-нід. — kerk, ниж.-нім. Kerk, нім. Kirche).
Носії давніх англо-фризьких і давньосаксонських мов жили досить близько, щоб сформувати мовну спільність, тому англо-фризькі мови мають деякі риси, характерні тільки для цих мов. Однак, незважаючи на їх спільне походження, мовні кластери англійських і фризьких мов зазнали сильної диференціації, в основному через сильний вплив норвезької та французької мов на англійські і голландського і німецького впливу на фризький кластер. У результаті сьогодні фризькі мови мають набагато більше спільного з голландською мовою і нижньонімецькими діалектами, у той час як англійські мови перебувають під сильним впливом північногерманських (і не лише германських) діалектів.

## Зміни в фонетиці
Основні зміни, що вплинули на звучання голосних в англо-фризьких мовами, в хронологічному порядку:
- Назалізація західногерманського ā̆ перед носовим приголосним;
- Втрата n перед спірантом, що призводить до подовження і назалізації попереднього голосного;
- Теперішній і минулий час у множині зводяться до однієї форми;
- A-fronting : WGmc → ǣ, навіть в дифтонгах  ai  і  au ;
- Палаталізація (але не фонемізація середньопіднебінних приголосних);
- Перехід ǣ → а під впливом сусідніх приголосних;
- Перехід ǣ → ē в староанглійських діалектах і фризьких мовах;
- Відновлення a перед голосним заднього ряду в наступному складі; фризька æu → au → старофризька ā / a;
- В західносаксонській дифтонгізація піднебінних приголосних;
- I — мутації, які йдуть за синкопою;
- Фонемізація палатальних приголосних і асибіляція;
- Злиття сусідніх голосних звуків і зворотна цьому мутація.

## Порівняння числівників
Порівняння кількісних числівників від 1 до 10 в англо-фризьких мовах:
| Мова                  | 1       | 2               | 3        | 4       | 5     | 6     | 7      | 8      | 9       | 10    |
| --------------------- | ------- | --------------- | -------- | ------- | ----- | ----- | ------ | ------ | ------- | ----- |
| Англійська            | one     | two             | three    | four    | five  | six   | seven  | eight  | nine    | ten   |
| Шотландська рівнинна  | ane ae* | twa             | three    | fower   | five  | sax   | seiven | aicht  | nine    | ten   |
| Йола                  | oan     | twye            | dhree    | vour    | veeve | zeese | zeven  | ayght  | neen    | dhen  |
| Західнофризька        | ien     | twa             | trije    | fjouwer | fiif  | seis  | sân    | acht   | njoggen | tsien |
| Затерландська фризька | aan     | twäi twäin twoo | träi     | fjauwer | fieuw | säks  | soogen | oachte | njugen  | tjoon |
| Північнофризька       | iinj ån | tou tuu         | trii tra | fjouer  | fiiw  | seeks | soowen | oocht  | nüügen  | tiin  |

## Порівняння фризької лексики з англійською, німецькою та нідерландською
| Фризька     | Англійська             | Нідерландська                   | Німецька           |
| ----------- | ---------------------- | ------------------------------- | ------------------ |
| dei         | day                    | dag                             | Tag                |
| rein        | rain                   | regen                           | Regen              |
| wei         | way                    | weg                             | Weg                |
| neil        | nail                   | nagel                           | Nagel              |
| tsiis       | cheese                 | kaas                            | Käse               |
| tsjerke     | church kirk (Scotland) | kerk                            | Kirche             |
| tegearre    | together               | samen tezamen tegader (archaic) | zusammen           |
| sibbe       | sibling*               | sibbe                           | Sippe              |
| kaai        | key                    | sleutel                         | Schlüssel          |
| ha west     | have been              | ben geweest                     | bin gewesen        |
| twa skiep   | two sheep              | twee schapen                    | zwei Schafe        |
| hawwe       | have                   | hebben                          | haben              |
| ús          | us                     | ons                             | uns                |
| hynder      | horse                  | paard ros (dated)               | Ross / Pferd       |
| brea        | bread                  | brood                           | Brot               |
| hier        | hair                   | haar                            | Haar               |
| ear         | ear                    | oor                             | Ohr                |
| doar        | door                   | deur                            | Tür                |
| grien       | green                  | groen                           | Grün               |
| swiet       | sweet                  | zoet                            | süß                |
| troch       | through                | door                            | durch              |
| wiet        | wet                    | nat                             | nass               |
| each        | eye                    | oog                             | Auge               |
| dream       | dream                  | droom                           | Traum              |
| it giet oan | it is on               | het gaat door                   | es geht weiter/los |